# Edmond Frémy

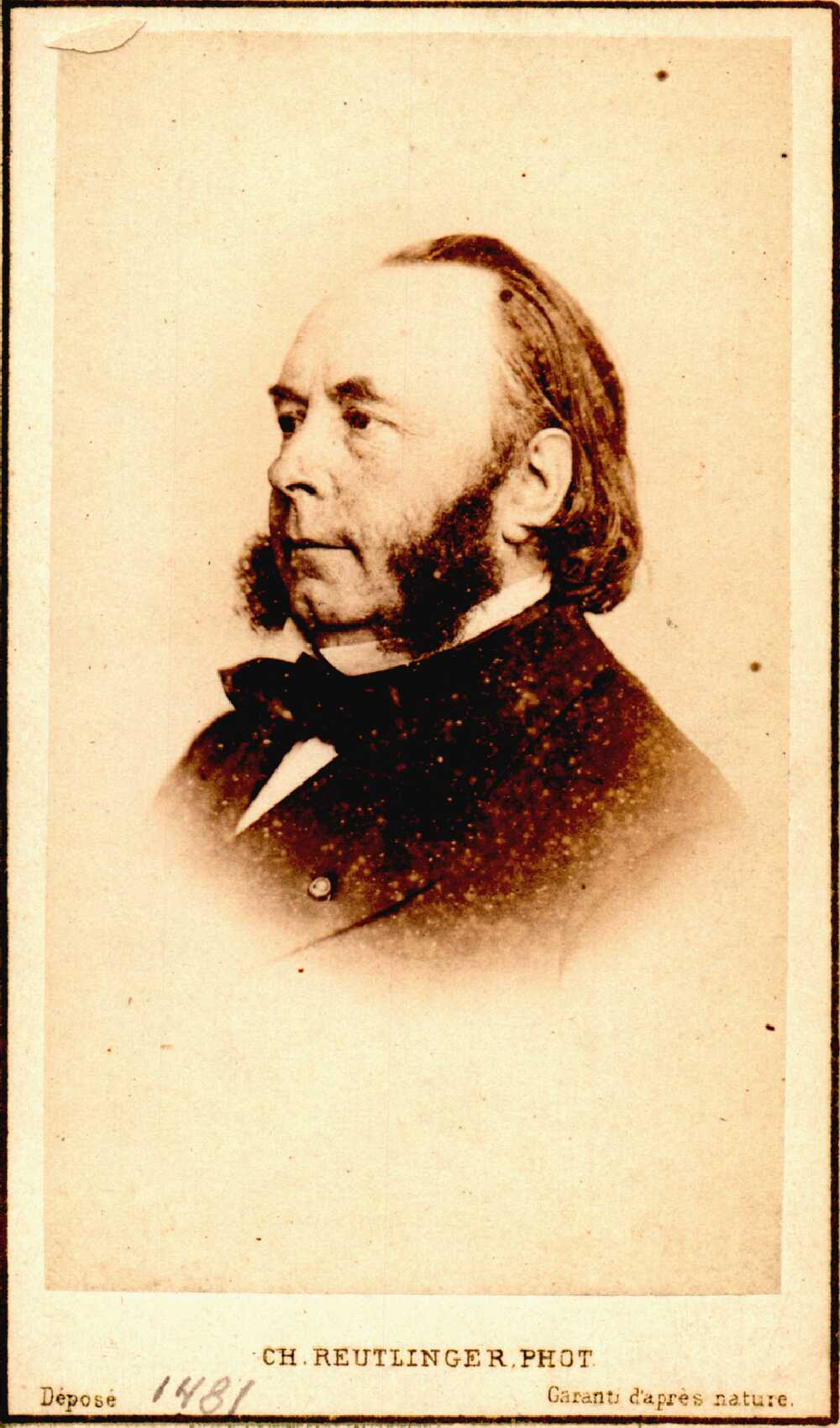
Retrato de Edmond Frémy.

Edmond Frémy (Versalles, Francia; 28 de febrero de 1814 – París, Francia; 3 de febrero de 1894) fue un químico francés. Es conocido por la sal que lleva su nombre, un fuerte agente oxidante descubierto por él en 1845.

## Historia
Entró al laboratorio de Gay-Lussac en 1831. Llegó a ser préparateur en la Escuela Politécnica, en 1834, y en el Colegio de Francia, en 1837. Su siguiente puesto fue el de répétiteur en la Escuela Politécnica, donde en 1846 fue designado profesor, y en 1850 sucedió a Gay-Lussac en la jefatura de Química en el museo de Historia Natural, del cual fue director (1879-1891), sucediendo en ese puesto a Michel-Eugène Chevreul.
Su trabajo incluyó investigaciones del ácido ósmico, de los ferratos, estannatos, plumbatos y del ozono. Intentó aislar el flúor por la electrólisis de fluoruros fusionados, y descubrió el ácido fluorhídrico anhidro. También estudió los colorantes de las hojas y flores, la composición del hueso, la materia cerebral y otras sustancias animales, y los procesos de fermentación. En lo concerniente a la naturaleza, se opuso a los puntos de vista de Louis Pasteur. Dedicó especial atención como profesor al entrenamiento de los químicos industriales; en este campo, contribuyó a nuestro conocimiento de la fabricación del hierro y el acero, el ácido sulfúrico, el vidrio y el papel, y en particular trabajó en la saponificación de grasas con ácido sulfúrico y en la utilización del ácido palmítico para hacer velas.
Publicó una enciclopedia química (1882-1894) en 43 volúmenes.
Fue el primero en producir rubí artificialmente.

## Obras
Preparó las cátedras de Théophile-Jules Pelouze en la Escuela Politécnica. Fue miembro de la Academia de Ciencias de Francia, donde fue elegido en 1857 como el sucesor de Louis Jacques Thénard, y desde 1878, comandante de la Legión de Honor.
Desde 1835, escribió gran cantidad de monografías en los Annales de Chimie. Es autor de varios trabajos autorizados; entre esos, los más famosos son:
- De la Composition Chimique du Cerveau;
- Traite de Chimie Generale, en seis volúmenes;
- Chimie Elementaire;
- Abrege de Chimie;
- Le metal a Canon;
- Sur la Generation des Ferments;
- Discours Preliminaires dur le Developpement et les Progres Recents de la Chimie;
- Les Laboratoires de Chimie;
- Le Guide du Chimiste, y
- La Ramie.

Sus producciones en conjunto con Pelouze incluyen Abrege de Chimie (1848; sexta edición, 1869) y Cours de Chimie Generate (1849), reeditado bajo el título Traite de Chimie generate, analytique, industrielle et agricole (7 volúmenes, 1862-1865).